# Cảm Nhân
Cảm Nhân là một xã thuộc huyện Yên Bình, tỉnh Yên Bái, Việt Nam.

## Địa lý
Xã Cảm Nhân nằm ở phía bắc huyện Yên Bình, có vị trí địa lý:
- Phía đông và bắc giáp tỉnh Tuyên Quang
- Phía tây giáp xã Xuân Long và xã Ngọc Chấn
- Phía nam giáp xã Mỹ Gia.

Xã Cảm Nhân có diện tích 44,26 km², dân số năm 2019 là 8.740 người, mật độ dân số đạt 197 người/km².

## Lịch sử
Ngày 16 tháng 2 năm 1967, Bộ Nội vụ ban hành Quyết định 51-NV. Theo đó, chia xã Cảm Nhân thành hai xã Tích Cốc và Cảm Nhân:
- Xã Tích Cốc gồm hợp tác xã Mỹ Nông.
- Xã Cảm Nhân gồm các hợp tác xã: Quyết Tiến, Tiền Tiến và Quyết Thắng.

Trước khi sáp nhập, xã Cảm Nhân có diện tích 29,35 km², dân số là 6.512 người, mật độ dân số đạt 222 người/km². Xã Tích Cốc có diện tích 14,91 km², dân số là 2.228 người, mật độ dân số đạt 149 người/km².
Ngày 10 tháng 1 năm 2020, Ủy ban Thường vụ Quốc hội ban hành Nghị quyết số 871/NQ-UBTVQH14 về việc sắp xếp các đơn vị hành chính cấp huyện, cấp xã thuộc tỉnh Yên Bái (nghị quyết có hiệu lực từ ngày 1 tháng 2 năm 2020). Theo đó, sáp nhập toàn bộ diện tích và dân số của xã Tích Cốc trở lại xã Cảm Nhân.